# Adelocephala hovata
Adelocephala hovata är en fjärilsart som beskrevs av Eugène Louis Bouvier 1927. Adelocephala hovata ingår i släktet Adelocephala och familjen påfågelsspinnare. Inga underarter finns listade i Catalogue of Life.